# 克里什托皮夫卡 (赫梅利尼茨基州)
49°29′17″N 26°30′3″E / 49.48806°N 26.50083°E
克里什托皮夫卡（烏克蘭語：Криштопівка）是位於烏克蘭西部赫梅利尼茨基州赫梅利尼茨基區維蒂夫齊市鎮的村莊。該村面積1.49平方公里，海拔高度333米，2001年人口439，人口密度每平方公里294.6人。